# Enkausztika

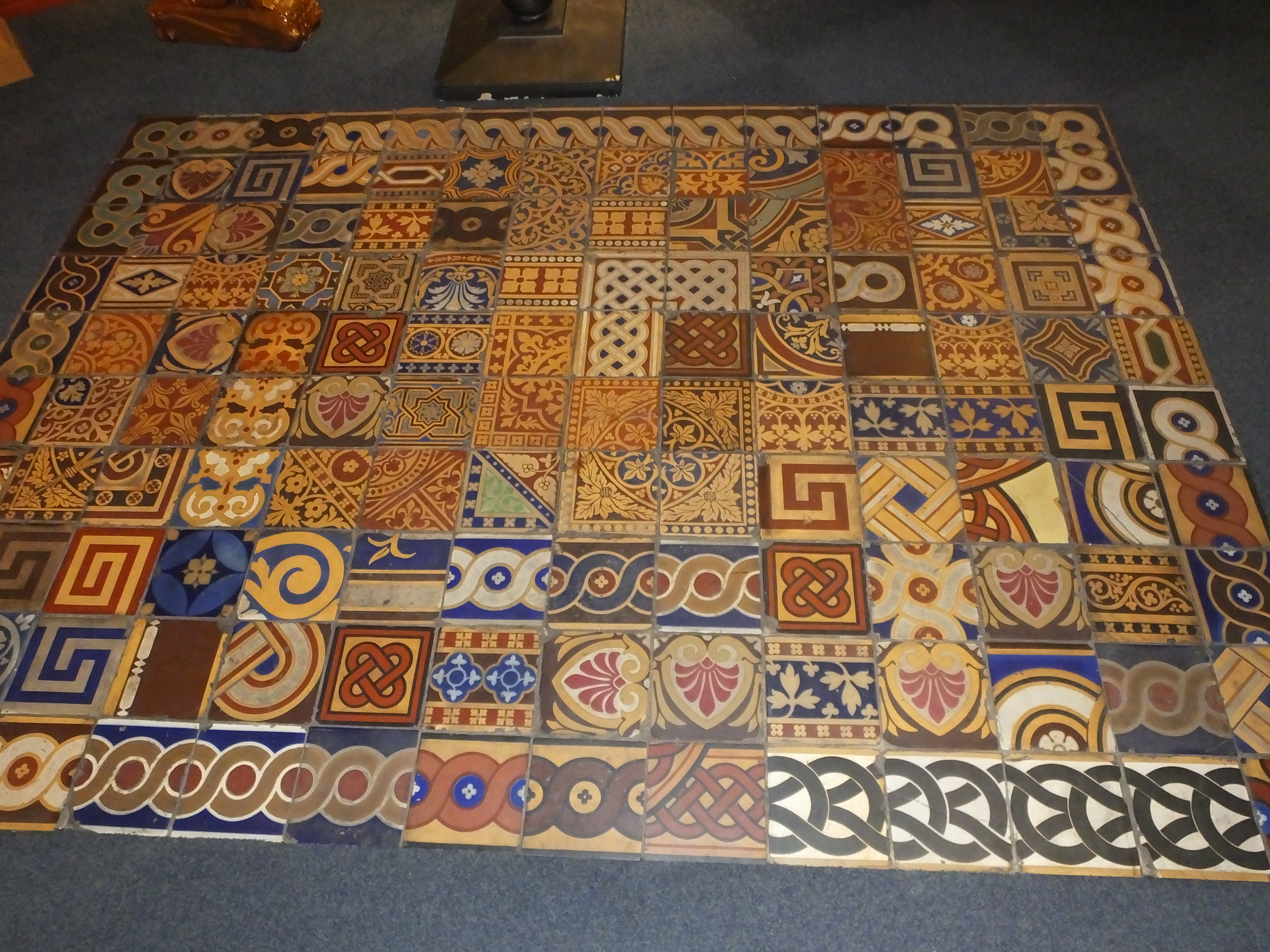
Enkausztikus csempék a Gladstone-i kerámiamúzeumban

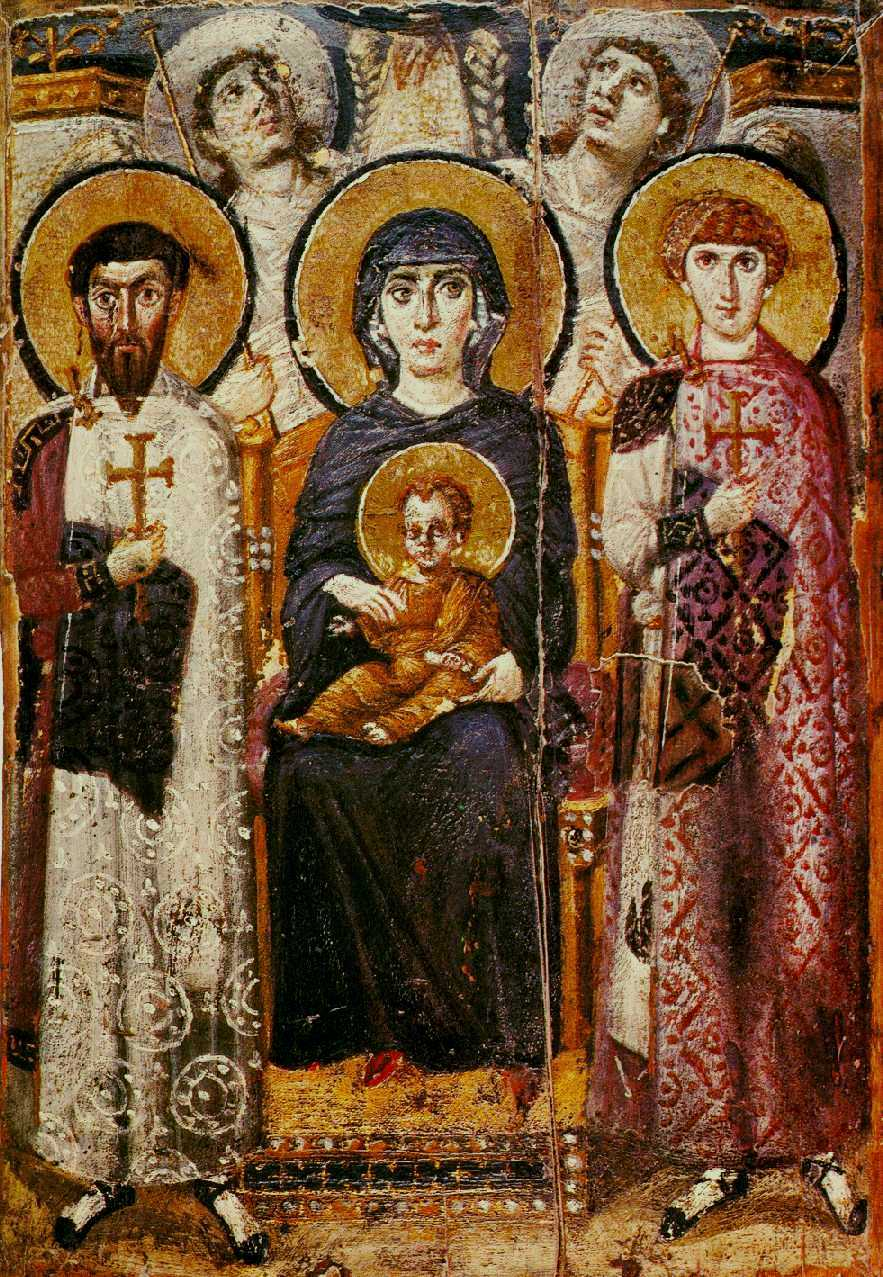
A Szűzanya a kis Jézussal szent György és szent Tódor között a Sínai-hegyen álló Szent Katalin-kolostorban

Az enkausztika az ókori festészet egyik sajátos technikája. A szódával kevert viasz (pun viasz — cera punica) alapanyagú festéket felvizezve, ecsettel kenték a színezni kívánt felületre, majd külön erre szolgáló, felhevített célszerszámmal, az úgynevezett kesztronnal ráégették arra.
Az enkausztika nagy előnye volt tartóssága és az olajfestékekéhez hasonlóan mély, tüzes színhatása. A görög kultúra archaikus korában fejlesztették ki a kőépületek és szobrok festésére; a márványszobrokat később is ezzel a technikával színezték.
A módszert már a vázafestő Polügnotosz is ismerte, de általánosan csak az i.e. 4. században terjedt el; ettől az időtől főleg táblaképek festésére használták. Az ilyen technikával készült és ránk maradt művek többsége a római kori Egyiptomban készült múmiaportré. Ezeken egymás mellett láthatók az ecset és a kesztron használatának nyomai.